# Bandera de Tbilisi
La bandera de Tbilisi, capital de Geòrgia, està formada per un camp blanc amb una creu blava de tipus nòrdic fimbriada en color daurat i que s'estén fins a les vores de la bandera. El punt de creuament està coronat per l'escut de Tbilisi i envoltat de set estels daurats de set puntes alineades de manera creixent.